# Chiesa delle Dimesse
La chiesa di Santa Maria Assunta delle Dimesse più conosciuta come chiesa delle Dimesse è un edificio religioso sei-settecentesco che si erge in contrà delle Dimesse a Padova. La chiesa fa parte del Collegio delle Nobili Dimesse fondato nel 1615.

## Storia
Una prima piccola Chiesa fu costruita nel 1617 per volontà della fondatrice del Collegio (che ebbe il suo inizio ufficiale l'11 maggio 1615), Madre Maria Alborghetti. Il 17 gennaio 1617 il vescovo di Padova Marco Cornaro visita la chiesetta e constata "... la decenza e l'eleganza di quanto era necessario per celebrare il Divin Sacrificio". Nel 1732 le Dimesse ottengono il permesso di tenere il Santissimo Sacramento nella chiesetta; fanno erigere l'altare in marmo; il tabernacolo è quello che si trova nella chiesa attuale. Nel 1740 un'inondazione allaga il coro e la Chiesa del Collegio; il 18 febbraio 1756 le Dimesse ottengono la licenza di costruire una nuova chiesa rialzata rispetto alla precedente; il 19 febbraio lo stesso cardinale Carlo della Torre Rezzonico, che diverrà papa con il nome di Clemente XIII, pone la prima pietra del nuovo edificio. Per l'inizio dei lavori mancava la disponibilità di denaro; ma un segreto benefattore offrì duemila ducati. In sei anni l'opera venne compiuta: il direttore dei lavori fu Lorenzo Corrubolo; la nuova chiesa fu consacrata il 5 agosto 1762 dal vicario generale della diocesi di Padova, Alessandro Papafava, vescovo titolare di Famagosta, ed è dedicata a Santa Maria Assunta. Il papa Clemente XIII volendo essere presente alla cerimonia, invia la sua apostolica benedizione dalla Basilica di Santa Maria Maggiore di Roma il 7 agosto dello stesso anno. Le Dimesse ottengono inoltre di poter traslare, dalla chiesa di Santa Maria delle Grazie dove erano sepolti da 99 anni, i resti mortali di Madre Maria Alborghetti, che vengono posti nella nuova chiesa accanto a quelli di Madre Lucrezia Grimani, che aveva arricchito la Casa delle Dimesse  di notevoli ampliamenti dal 1705 al 1756.

## Descrizione

### Esterno
La costruzione, di architettura neoclassica, comprendeva due ambienti: il coro a sud di forma quadrata e la chiesa a nord, semipubblica, a una navata rettangolare.
La facciata sull'attuale via Dimesse, fu eseguita dal lapicida Giambattista Danieletti, su disegno di Daniele Danieletti; semplice, con un armonioso rapporto tra l'ordine corinzio delle paraste e l'alto stilobate, era messa in risalto dalla piccola porta d'ingresso; sul timpano si ergono tre statue: San Giuseppe di Pietro Danieletti, la Madonna col Bambino e sant'Anna dello scultore vicentino Orazio Marinali.
Il progetto della Chiesa è di Giuseppe Nicoletti, come attestano i disegni conservati in archivio. L'8 febbraio 1944 alle ore 5 del mattino la Chiesa venne colpita da un bombardamento angloamericano; con il consenso della Pontificia Commissione di Arte Sacra vennero iniziati i lavori di ricostruzione affidati alla ditta Ferraro. Fu lo stesso Patriarca di Venezia Cardinale Carlo Agostini, già Vescovo di Padova, a porre la prima pietra il 12 aprile 1949. La Chiesa venne ricostruita tra il 1949 e il 1952, ripetendo gli stessi stilemi architettonici della precedente; fu consacrata dal Vescovo di Padova Girolamo Bortignon il 4 maggio 1957. La Chiesa esistente è quindi la terza in ordine di tempo, dopo quella fatta costruire da Madre Alborghetti all'inizio del Seicento e la seconda del Settecento.

### Interno
L'interno, a una sola navata, era separato dal presbiterio da un arco, sorretto da colonne di stile ionico di marmo d'Istria. L'altare, di cui si conservano i disegni preparatori, fu ideato da G.B. Novelli, ma venne eseguito da Giambattista Danieletti. Sopra l'altare si trovava un dipinto a olio di Giovanni Antonio Pellegrini, pittore veneziano del Settecento, La fuga in Egitto, in seguito spostato sopra la porta di ingresso esterno. Francesco Maggiotto è l'autore delle due tele delle pareti Le nozze di Cana a sinistra e L'adorazione dei Magi a destra, inserite in due cornici di marmo di Carrara. L'Ascensione dello stesso autore si trovava sul soffitto del coro, ma fu distrutto dal bombardamento del 1944, insieme al coro stesso. L'altare era ornato di rilievi e di incrostature di marmo rosa africano su marmo di Carrara; il tabernacolo, proveniente dalla prima chiesetta, era ornato di colonnine con capitelli corinzi, basi dorate, nicchiette con angeli e piccole statue. Dopo il bombardamento del 1944, l'interno riprende lo stile precedente ad un'unica navata; il presbiterio viene alzato di tre scalini e termina con un'abside semicircolare, nella quale è inserito l'altare con il Santissimo, 1972, in armonia con quanto indicato dal Concilio Vaticano II. La mensa per l'Eucaristia è in legno; si è riutilizzato un paliotto pregiato, lavorato con argento e oro da Angelo Scarabello nel 1792, con la rappresentazione al centro de La cena dei discepoli di Emmaus e arabeschi all'intorno.
Nella navata, più ampia, hanno preso posto altre due tele, sempre inserite in cornici di marmo di Carrara: a destra Annunciazione di Bartolomeo Tessari, 1706, a sinistra una copia recente della Discesa dello Spirito Santo, tratta da un quadro del Bassano; nel presbiterio a destra pala della Vergine Immacolata con angeli, a sinistra Gesù flagellato e schernito della scuola del Bassano. Dove sorgeva il coro, vi è ora la Cappella dedicata alla Madonna dell'umiltà; l'altare è settecentesco, in marmo rosso chiaro e pietra tenera, e la pala con l'icona della Madonna dell'Umiltà è opera della padovana Rina Maluta del 1931. Il crocifisso antico si trova sulla parete destra della Cappella.